# 黄金分割搜索
黄金分割搜索是一种通过不断缩小单峰函数的最值的已知范围，从而找到最值的方法。它的名称源于这个算法保持了间距具有黄金分割特性的三个点。这个算法与斐波那契搜索和二分查找关系紧密。黄金分割搜索是由Kiefer提出的，而斐波那契搜索是由Avriel和Wilde所提出。

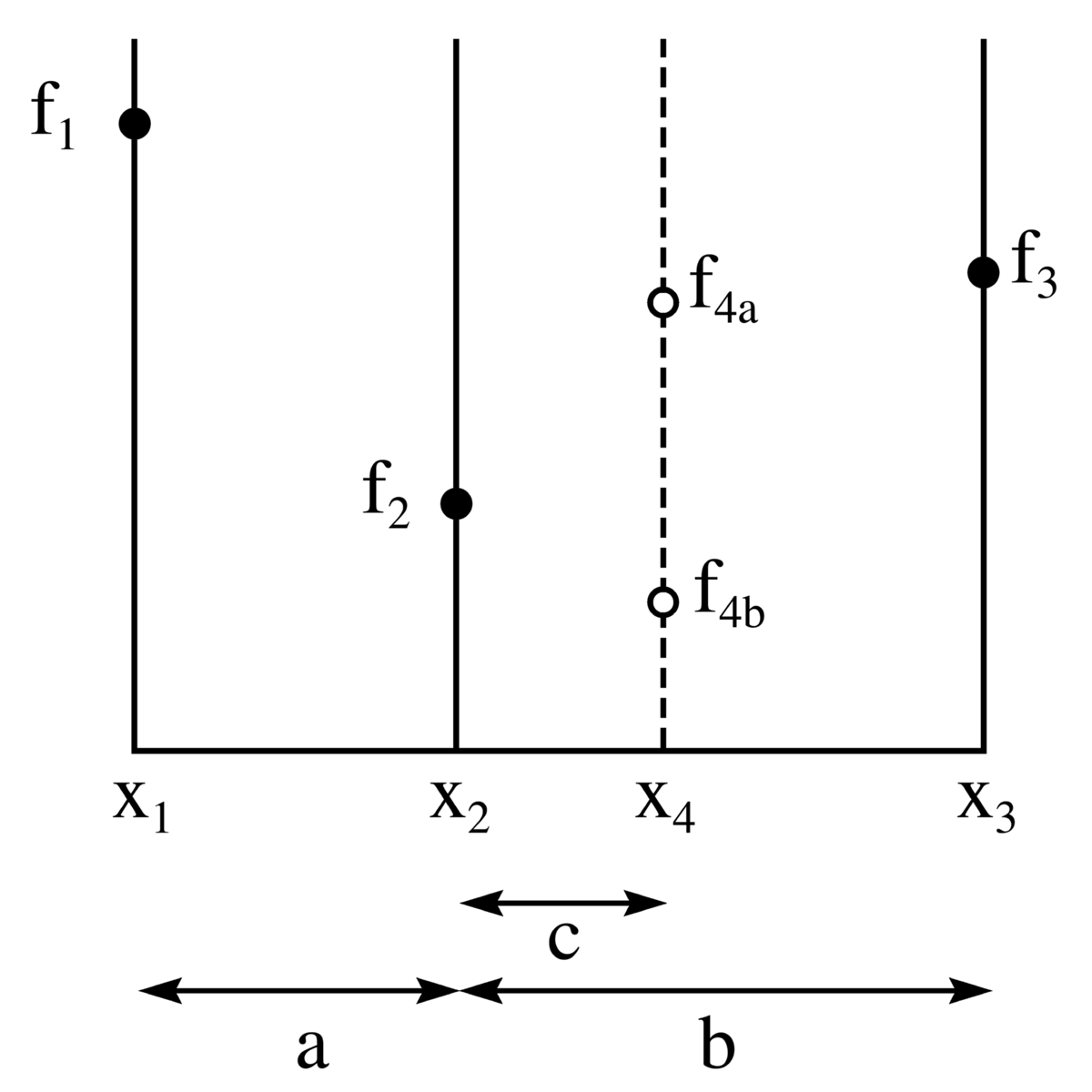
黄金分割搜索示意图

## 内容

### 基本概念
上图表示了算法中找最小值的一个步骤。{\displaystyle f(x)}的函数值位于垂直坐标轴上，参数x位于水平坐标轴。已经有三个位于函数{\displaystyle f(x)}上的点的值被计算出来。: {\displaystyle x_{1}}，{\displaystyle x_{2}}，和{\displaystyle x_{3}}。可见{\displaystyle f_{2}}小于{\displaystyle f_{1}}和{\displaystyle f_{3}}，所以很明显的，最小值处于{\displaystyle x_{1}}和{\displaystyle x_{3}}之间。
接下来的步骤是通过计算函数位于另一个点{\displaystyle x4}的值。在最大的区间选择{\displaystyle x4}会更有效率，例如：{\displaystyle x_{2}}和{\displaystyle x_{3}}之间。从图中我们可以看出，如果函数的值落在{\displaystyle f_{4a}}的话，最小值落于{\displaystyle x_{1}}和{\displaystyle x_{4}}之间，并且新的一组点将会是{\displaystyle x_{1}}和{\displaystyle x_{2}}和{\displaystyle x_{4}}。然而如果函数的值为{\displaystyle f_{4b}}的话，新的一组点将会是{\displaystyle x_{2}}和{\displaystyle x_{4}}和{\displaystyle x_{3}}。因此，无论是哪种情况，我们都可以建立一个新的更狭窄的区间，用于搜索函数的最小值。

### 点的选择
由图可知，新的区间会介于{\displaystyle x_{1}}和{\displaystyle x_{4}}，长度为a+c，或者介于{\displaystyle x_{2}}和{\displaystyle x_{3}}，长度为{\displaystyle b}。黄金分割搜索要求这些区间是相等的。若不是如此，较宽的区间会被使用很多次，降低了收敛率。为了确保{\displaystyle b} = {\displaystyle a} + {\displaystyle c}，算法应确保{\displaystyle x_{4}} = {\displaystyle x_{1}} - {\displaystyle x_{2}} + {\displaystyle x_{3}}。
然而{\displaystyle x_{2}}的确定仍是一个问题。我们避免了{\displaystyle x_{2}}非常接近{\displaystyle x_{1}}或者{\displaystyle x_{3}}的情况，确保了每一次迭代区间宽度会缩小同样的比例。
为了确保计算{\displaystyle f(x_{4})}后的值与之间的成比例，假设{\displaystyle f(x_{4})}的值为{\displaystyle f_{4}a}，且我们新的一组点为{\displaystyle x_{1}}，{\displaystyle x_{2}}和{\displaystyle x_{4}}，则必须使：
{\displaystyle {\frac {c}{a}}={\frac {a}{b}}}。然而，如果{\displaystyle f(x_{4})}的值为{\displaystyle f_{4}b}，并且我们新的一组点为{\displaystyle x_{2}}，{\displaystyle x_{4}}和{\displaystyle x_{3}}，则必须使：
{\displaystyle {\frac {c}{b-c}}={\frac {a}{b}}}。结合{\displaystyle b} = {\displaystyle a} + {\displaystyle c}可解得
{\displaystyle {\frac {b}{a}}=\varphi }
而φ就是黄金比例：
{\displaystyle \varphi ={\frac {1+{\sqrt {5}}}{2}}=1.618033988\ldots }
这就是这个算法被称为黄金分割搜索的原因。